# にゃんぱいあ
『にゃんぱいあ』は、2009年6月に発行されたyukiusaによる同人誌。およびそれを原作とする漫画、テレビアニメの総称。正式なタイトルは『にゃんぱいあ-the Gothic World of Nyanpire-』（にゃんぱいあ ザ・ゴシック・ワールド・オブ・ニャンパイア）。

## 概要
にゃんぱいあは2009年6月に発行されたyukiusaによる同人誌コミックを始めとするメディア展開の総称である。
同人誌として4冊刊行された後、キャラクターグッズがUFOキャッチャー等のプライズ商品として販売を開始。
かわいいキャラクターが主に女性に人気を博し、2011年7月には、アニメ化、コミック発売になった。

## あらすじ
捨てられて死にそうになった子猫。暗闇から現れたヴァンパイアに血を飲ませてもらい、ヴァンパイアの血の洗礼を受けた子猫、にゃんぱいあとして生まれ変わった。
牙が生え、翼が生えた子猫。永遠の命を得たにゃんぱいあだったが、その代償としてヴァンパイアとして生きていく事となる。
その後、にゃんぱいあは人間の女の子の美咲に拾われ、飼い猫として、にゃんぱいあとしてたくさんの友達に囲まれながら楽しい生活を送ることとなる。自らの喉を潤す血を求めながら。

## 登場キャラクター
にゃんぱいあ
声 - 小清水亜美
本作の主人公。ヴァンパイアに血の洗礼を受け、永遠の命を受けた子猫。黒猫。自己中心的で好奇心旺盛、少し駄々っ子なオス猫。口癖は「血ぃくれにゃ」。
好きなものは血で、人間や猫の血を飲むことで喉を潤す。美咲に魚の血を提供されたことがある。
血は喉を潤すために飲むもので、それ以外にも普通にご飯を食べたりする。
たまに美咲から血を飲ませてもらっているが、足りないときは友達の猫の血を吸ったりする。
血だけではなく、赤いものが好物（イチゴなど）。
かわいくて毛艶がよくて優しくて尽くしてくれておっぱいが大きい娘が好み。
独眼竜まさむにゃ（どくがんりゅう まさむにゃ）
声 - 杉山紀彰
伊達政宗を崇拝する子猫。白猫。武士道精神に富んでおり、最初はにゃんぱいあを妖怪と見立てて退治しようとするが、メス猫と勘違いしてにゃんぱいあに初恋をしてしまう（すぐにオスだと気づいてショックを受ける）。
しかしその後もにゃんぱいあへの恋心を抑えきれず、男（オス）同士の関係だと知りながらも、にゃんぱいあに対して積極的に自らの気持ちをアピールしていくが、にゃんぱいあには相手にされていない。
BL談義をしていることがよくあり、『新世紀エヴァンゲリオン』では渚カヲルが好きらしい。好きなゲームは戦国もの。
飼い猫で男の飼い主がいることが分かっている。にゃてんしのことが嫌い。
手先が器用で、自らとにゃんぱいあの人形を裁縫道具を使って作ったりしている姿が見受けられる。
にゃてんし
声 - 福山潤
元は天使だったが、天使らしからぬ素行に天界を追い出され、堕天使として地上に降りてきた元天使。白猫。
口が悪く、ナチュラルに嫌がらせをしてしまう困ったさん。いつか自分を追い出した天界に復讐しようと考えている。好きな物も信じる者も『自分』である。
飼い猫ではなく、住まいを転々としている（まさむにゃの家に上がりこんだこともある）。
卑猥なものには敏感に反応する。まさむにゃの恋心を理解しつつ、よく二匹の仲に茶々を入れている。
天使なのでにゃんぱいあに血を吸われても痛くもかゆくもないらしい。
茶々丸（ちゃちゃまる）
声 - 後藤邑子
美咲が友達の家から貰い受けてきた子猫。血のつながりはないが、にゃんぱいあの弟分。シャム猫の姿だが、顔の真ん中の茶色い部分が無い。
弟分ながらもにゃんぱいあよりもしっかりしていて、かなりの毒舌家でもある。
にゃんぱいあや仲間の猫達にも容赦なく毒舌を浴びせるが、少し寂しがりやな面もある。
背中にリボンをつけているせいで小さな女の子と間違われることもあるが、本人は気に食わない様子。
好きな食べ物はみたらし団子（にゃんぱいあにおやつを奪われそうになったときには悪魔のような表情で彼を睨んだ）。
アニメ版での担当声優は第1話のナレーションも担当している。
毛利くん（もうりくん）
声 - 前田希美
耳がピンクの吸血こうもり。ヴァンパイアに洗礼を受けて吸血こうもりになった。
小森くん（こもりくん）
声 - 前田希美
耳が黄色の吸血こうもり。毛利くんのことが好き。
美咲ちゃん
声 - 廣田詩夢
にゃんぱいあの飼い主。なにかあるとすぐに怒るところがある。手先が器用でにゃんぱいあ達の衣装を作ったりする。
にゃんぱいあに時々血を飲ませてあげているらしいが、痛いからあまり好きではない。彼氏はいないらしい。
ヴァンパイア
声 - 立花慎之介
にゃんぱいあを助けたヴァンパイア。異常な猫好きで常に猫を連れて歩いているらしい。
今はどこにいるかは不明だが、小森くん達には相当な猫好きということで変態扱いされている。
アニメ版での担当声優は第2話から第6話までのアバンタイトルのナレーションも担当している。第7話以降は別の声優が交代でナレーションを担当している。
にゃたろう
にゃんぱいあの血を奪おうとする謎の猫忍。包帯を顔に巻いているが、包帯の下がどうなっているかは不明。
忍者のような行動を取り、小太刀を使ってにゃんぱいあの命を狙おうとするが、運動能力はあまりよくなく、ただのコスプレではないかと疑われている。
カツオ
声 - 廣田詩夢
近所に住むおどおどした猫。にゃてんしに絡まれることが多く、よく食べ物を奪われそうになったり、こき使われたりしている。性格などに難のある登場人物の中で数少ないまともなキャラで、言いたいことははっきりと言う。

## テレビアニメ
タイトルは『にゃんぱいあ The Animation』。2011年7月6日よりキッズステーションにて放送の約5分の短編アニメーション。制作はGONZO。

### スタッフ
- 原作 - yukiusa / GLAD（主婦と生活社「PASH!」、「ね〜ね〜」連載）
- 監督・キャラクターデザイン・絵コンテ - 吉松孝博
- 企画 - 柄澤哲夫、森田友久、森田尚宏、上條誠、小野尾勝彦、柳村努
- シリーズ構成 - 高橋ナツコ
- 音響監督 - 進藤澄子
- 音楽 - 菊谷知樹
- 音楽プロデューサー - 櫻井優香
- 音楽制作 - ランティス、フューチャービジョンミュージック
- プロデューサー - 杉浦仁司、高島朋史、尾畑聡明、大槻淳、相島豪太
- アニメーションプロデューサー - 小島勉
- アニメーション制作 - GONZO
- 製作 - にゃんぱいあ製作委員会

### 各話リスト
| 話数   | サブタイトル           | 脚本         | 原画                                | ナレーション |
| ------ | ---------------------- | ------------ | ----------------------------------- | ------------ |
| 第1話  | 血ぃくれにゃ           | 高橋ナツコ   | 吉松孝博 朝来昭子                   | 後藤邑子     |
| 第2話  | 独眼竜まさむにゃ登場   | ハラダサヤカ | 吉松孝博                            | 立花慎之介   |
| 第3話  | にゃてんしさん登場     | ハラダサヤカ | 吉松孝博                            | 立花慎之介   |
| 第4話  | にゃてんしさん物語     | ハラダサヤカ | 吉松孝博                            | 立花慎之介   |
| 第5話  | はじめまして           | ハラダサヤカ | 吉松孝博 大島美和                   | 立花慎之介   |
| 第6話  | うちに来ないか         | ハラダサヤカ | 吉松孝博 大島美和 菊池愛 福士真由美 | 立花慎之介   |
| 第7話  | 毛利くんと小森くん登場 | ハラダサヤカ | 吉松孝博 阿蒜晃士                   | 廣田詩夢     |
| 第8話  | 夏祭り                 | 高橋ナツコ   | 吉松孝博 福士真由美                 | 後藤邑子     |
| 第9話  | はじめてのおつかい     | 高橋ナツコ   | 吉松孝博                            | 杉山紀彰     |
| 第10話 | 武士まさむにゃの献身   | 高橋ナツコ   | 吉松孝博 朝来昭子                   | 福山潤       |
| 第11話 | ハロウィン             | 高橋ナツコ   | 吉松孝博 朝来昭子                   | 前田希美     |
| 第12話 | ヴァンパイア再び       | 高橋ナツコ   | 吉松孝博                            | -            |

### 主題歌
「にゃんぱいあ体操」
作詞・作曲・編曲 - 前山田健一 / 歌 - あそうにゃつこ&ニャダイン
体操振り付け - KABA.ちゃん

### 放送局
| 放送地域 | 放送局             | 放送期間                                             | 放送日時                                      | 放送系列   |
| -------- | ------------------ | ---------------------------------------------------- | --------------------------------------------- | ---------- |
| 日本全域 | キッズステーション | 2011年7月6日 - 9月21日 2011年9月18日（全話一挙放送） | 水曜 22時54分 - 23時00分 （リピート放送あり） | CS放送     |
| 日本全域 | GYAO!              | 2011年7月7日 - 9月21日                               | 木曜 24時00分更新                             | ネット配信 |

### DVD
2011年11月25日、全話収録されたDVDがフロンティアワークスより発売された。限定盤と通常盤の2形態が発売され、限定盤にはトートバックが付属した。

## スマートフォンアプリ
- にゃんぱいあ Chara-Twit - Twitterのスマートフォン向けソーシャルネットワーキングサービスとして有料のきせかえクライアントアプリが配信されている[2][3]。
- ウィジェット - 『にゃんぱいあ』の携帯きせかえが『ケータイ★キャラミックス!』『アニメきせかえ王国↑』『Handy きせかえDX』といったモバイルサイトで購入が可能なほかに、『アニまち』にて「マチキャラ にゃんぱいあ」を入手することができる[4]。
- モンハン いつでもアイルーライフ - カプコン配信のiOS向けアプリとのコラボレーションとして、にゃんぱいあ、まさむにゃ、にゃてんしなどが登場する[5]。